# Can Serra (Canet de Mar)
Can Serra és una obra historicista de Canet de Mar (Maresme) protegida com a Bé Cultural d'Interès Local.

## Descripció
Casa entra mitgeres de planta baixa i dos pisos. Els elements arquitectònics de la façana són historicistes.
A la planta baixa hi ha un portal rodó i finestres amb columnes de separació. Al primer pis hi ha una tribuna tapada amb vidre i ferro. La cornisa és de maó vist. El ràfec està realitzat en ceràmica blava i la façana també està decorada amb aquesta ceràmica.